# Куп'янський район
Куп'янський район (Куп'янщина) — район в Україні, у північно-східній частині Харківської області, що був утворений 2020 року. Адміністративний центр — місто Куп'янськ.

## Географія
Площа – 4612 км². Район межує на заході – з Чугуївським на півдні – з Ізюмським районами Харківської області.

Основні річки — Оскіл та його притоки Куп'янка, Осинова, Сенек та Синіха (праві), а також Гнилиця, Лозуватка, Новоосинівка та Піщана (ліві).

## Історія
19 липня 2020 року Куп'янський район утворено згідно із Постановою Верховної Ради України № 807-IX від 17 липня 2020 року в рамках Адміністративно-територіальної реформи в Україні. До його складу увійшли: Куп'янська міська, Великобурлуцька, Дворічанська, Шевченківська селищні та Вільхуватська, Кіндрашівська, Курилівська, Петропавлівська сільські територіальні громади. 
25 жовтня 2020 року відбулися перші вибори Куп'янської районної ради .
Раніше територія району входила до складу ліквідованих в той же час Куп'янського району (1923—2020), Великобурлуцького, Дворічанського, Шевченківського районів, а також міста обласного підпорядкування Куп'янська (територія Куп'янської міської ради).
27 лютого 2022 року під час Вторгнення Росії в Україну російські війська окупували адміністративний центр району місто Куп'янськ. Мер міста Генадій Мацегора передав місто без бою, за що був звинувачений у державній зраді. Окупаційна адміністрація встановила контроль над містом та прилеглими територіями району.
У вересні 2022 року Збройні сили України провели успішний контрнаступ, звільнивши більшість населених пунктів Куп'янського району, включаючи Куп'янськ та Куп'янськ-Вузловий. Це стало важливою стратегічною перемогою, оскільки район є ключовим транспортним вузлом.

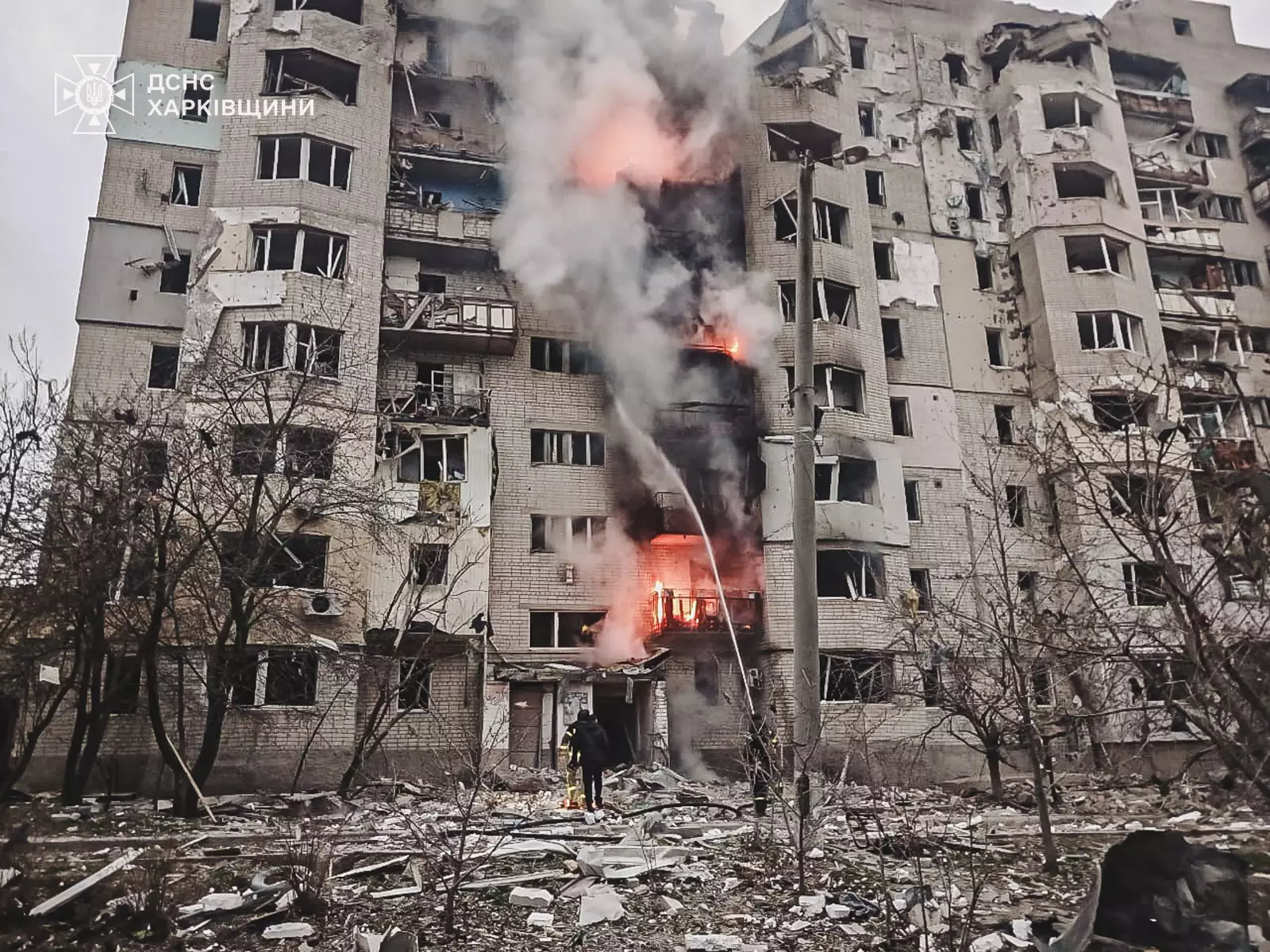
Будинок в Куп'янську після російського обстрілу. 2025

З літа 2023 року Росія намагається повторно окупувати район, зосереджуючи зусилля на Куп'янському напрямку. Після звільнення район залишався під постійними обстрілами з боку російських військ.
У січні 2025 року російські війська знаходилися за 2–3 км від Куп'янська, а в селищі Дворічна тривали активні бойові дії.

## Адміністративно-територіальний устрій
Район з 17 липня 2020 року ділиться на 8 територіальних громад, у тому числі 1 міську, 3 селищні та 4 сільські громади (у дужках — їхні адміністративні центри):
- Міські:

Куп'янська міська громада (місто Куп'янськ);
- Селищні:

Великобурлуцька селищна громада (селище Великий Бурлук),
Дворічанська селищна громада (селище Дворічна),
Шевченківська селищна громада (селище Шевченкове);
- Сільські:

Кіндрашівська сільська громада (село Кіндрашівка),
Курилівська сільська громада (село Курилівка),
Вільхуватська сільська громада (село Вільхуватка),
Петропавлівська сільська громада (село Петропавлівка).

## Економіка

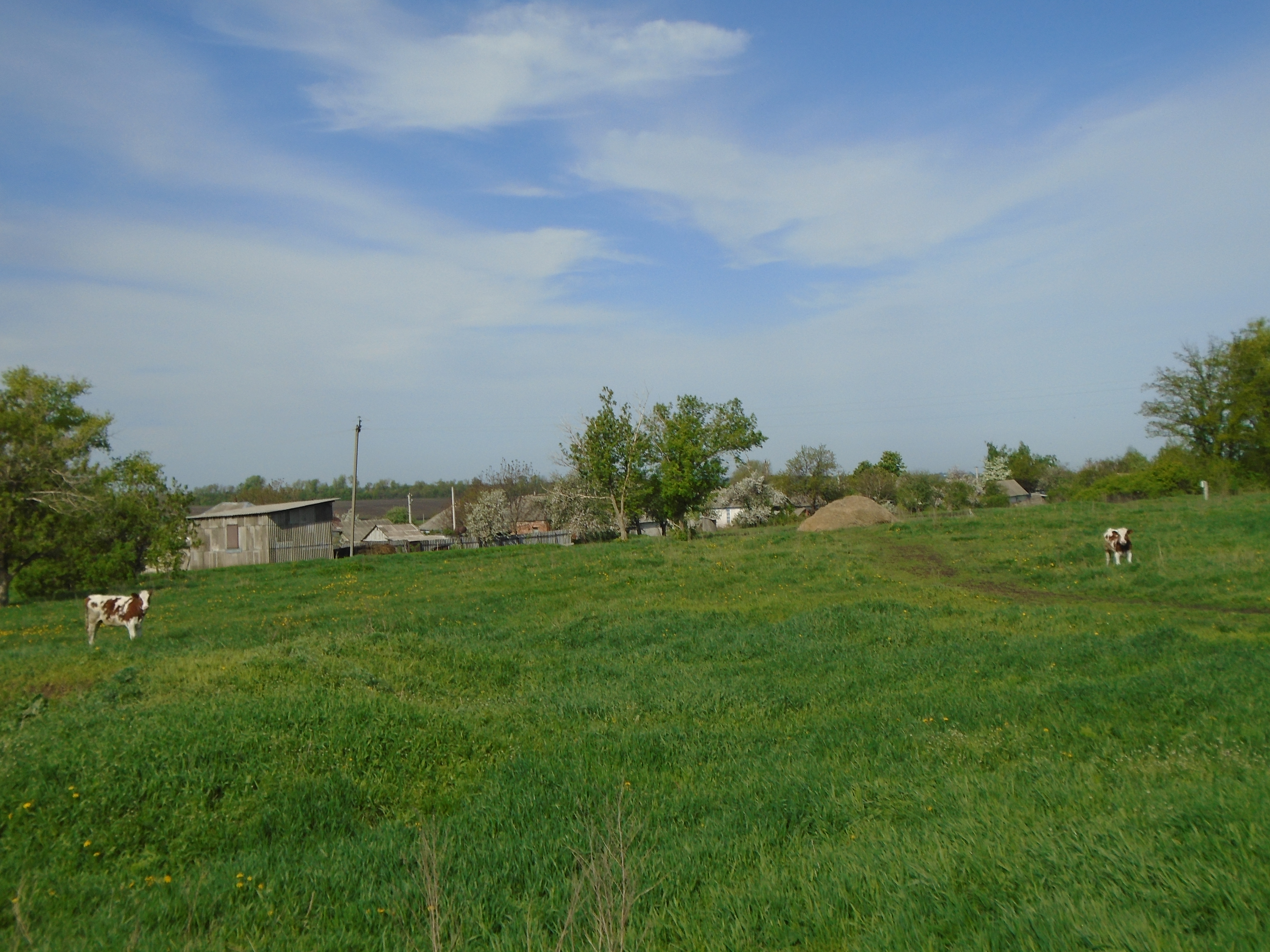
пасовище с. Троїцьке Шевченківської громади

Економіка Куп'янського району традиційно базується на сільському господарстві, переробній промисловості та транспорті, але з 2022 року вона зазнала суттєвих змін через війну.
- Сільське господарство

Це головна галузь економіки району:
Рослинництво: вирощування зернових культур (пшениця, ячмінь, кукурудза), соняшнику, ріпаку.
Тваринництво: розведення великої рогатої худоби, свинарство, птахівництво.
Сільгосппідприємства: численні фермерські господарства та агрофірми.
- Промисловість

У районі працювали невеликі переробні підприємства:
Харчова промисловість: млини, хлібозаводи, олійні та молокозаводи.
Машинобудування та металообробка (до 2022 р.): окремі підприємства у Куп'янську, у тому числі залізничного профілю.
Будівельні матеріали: виробництво цегли, обробка піску та глини.
- Транспорт та логістика

Залізниця: місто Куп'янськ – важливий транспортний вузол, де перетинаються шляхи у напрямку Харкова, Луганська, Ізюму, Вовчанська.
Автотранспорт: вантажні перевезення для сільгоспсировини.
- Торгівля та послуги

До війни працювали торгові центри, ринки, банки, кафе, освітні та медичні послуги.
Станом на 2025 рік багато об'єктів інфраструктури пошкоджено або працюють обмежено.
- Військовий вплив на економіку

Окуповані території: частина району тимчасово перебувала під окупацією РФ, що зупинило чи зруйнувало підприємства.
Міграція населення: велика кількість мешканців виїхала, що вплинуло на ринок праці.
Відновлення: після деокупації йде відновлення інфраструктури, продовжуються програми допомоги аграріям.

## Транспорт

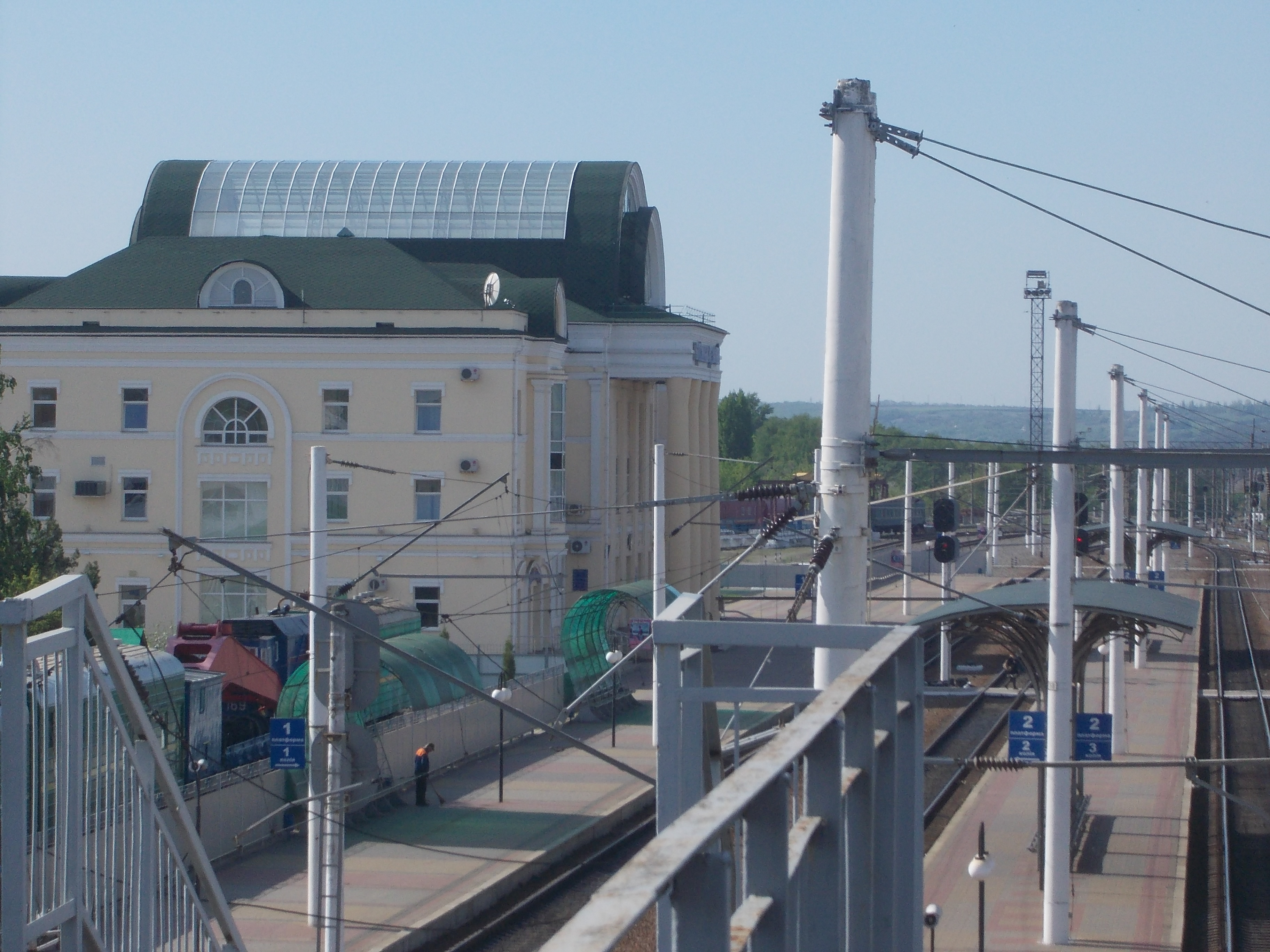
Станція. Куп'янськ-Вузловий, головний залізничний вузол району

Через район проходять 5 залізниць: Куп'янськ - Вовчанськ, Куп'янськ - Харків, Куп'янськ - Валуйки, Куп'янськ - Сватове, Куп'янськ - Святогірськ. Харків - Луганськ.
Автодороги, що проходять через район:
- Національного значення

Н26, яка починається у місті Чугуїв, далі пролягає через населені пункти Шевченкове, Куп'янськ, Сватове, Старобільськ, Біловодськ та закінчується у селищі Мілове Луганської області. (через район від с. Худоярове до с. Крохмальне).
- Регіонального значення

Р79 Сахновщина-Піски (через район від с. Кругляківка до с. Піски).
- Територіального значення

Т 2104 Харків-КПП Чугунівка (через район від сел. Приколотне до КПП Чугунівка);
Т 2110 Кегичівка-Шевченкове (через район від с. Семенівка до сел. Шевченкове);
Т 2111 Чугуїв-Великий Бурлук (через район від с. Нова Олександрівка до сел. Великий Бурлук);
Т 2114Приколотне-Дворічна. (через район від сел. Приколотне до сел. Дворічна).

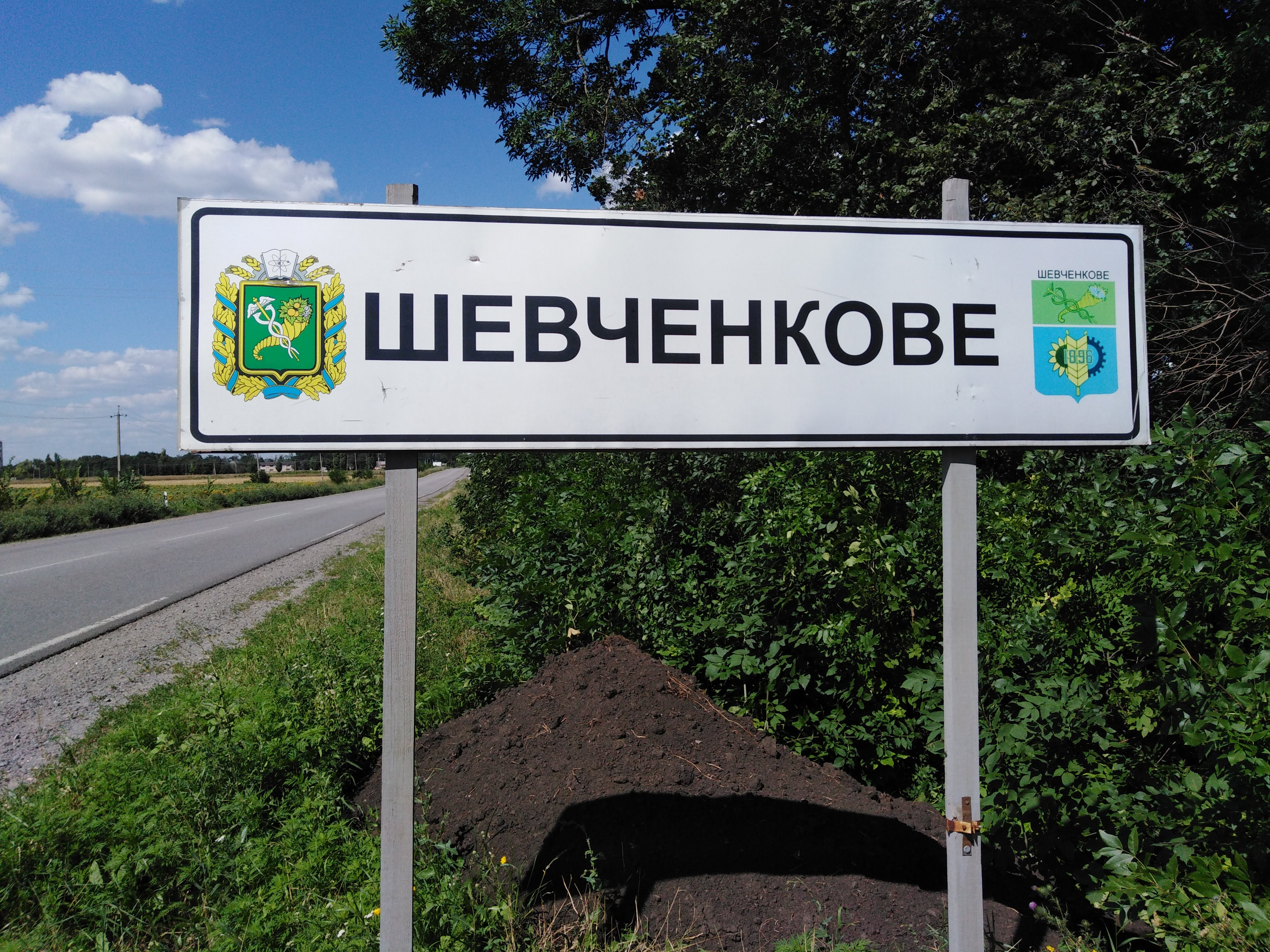
Знак на дорозі Н 26 в сел. Шевченкове

Внаслідок бойових дій, викликаних російською агресією, частину інфраструктури доріг району було пошкоджено. Зокрема, було зруйновано мости та пошкоджено дорожні покриття у межах населених пунктів, через які проходять маршрути. Для забезпечення проїзду на цих ділянках було збудовано тимчасові переправи та проводяться ремонтні роботи.

## Культура
- Народна творчість та звичаї

У селах Петропавлівка, Глушківка, Пристін активно зберігають традиції вишивки, ткацтва, народної пісні. У Дворічній та Вільхуватці діють фольклорні колективи, які виступають на обласних фестивалях.
- Установи культури

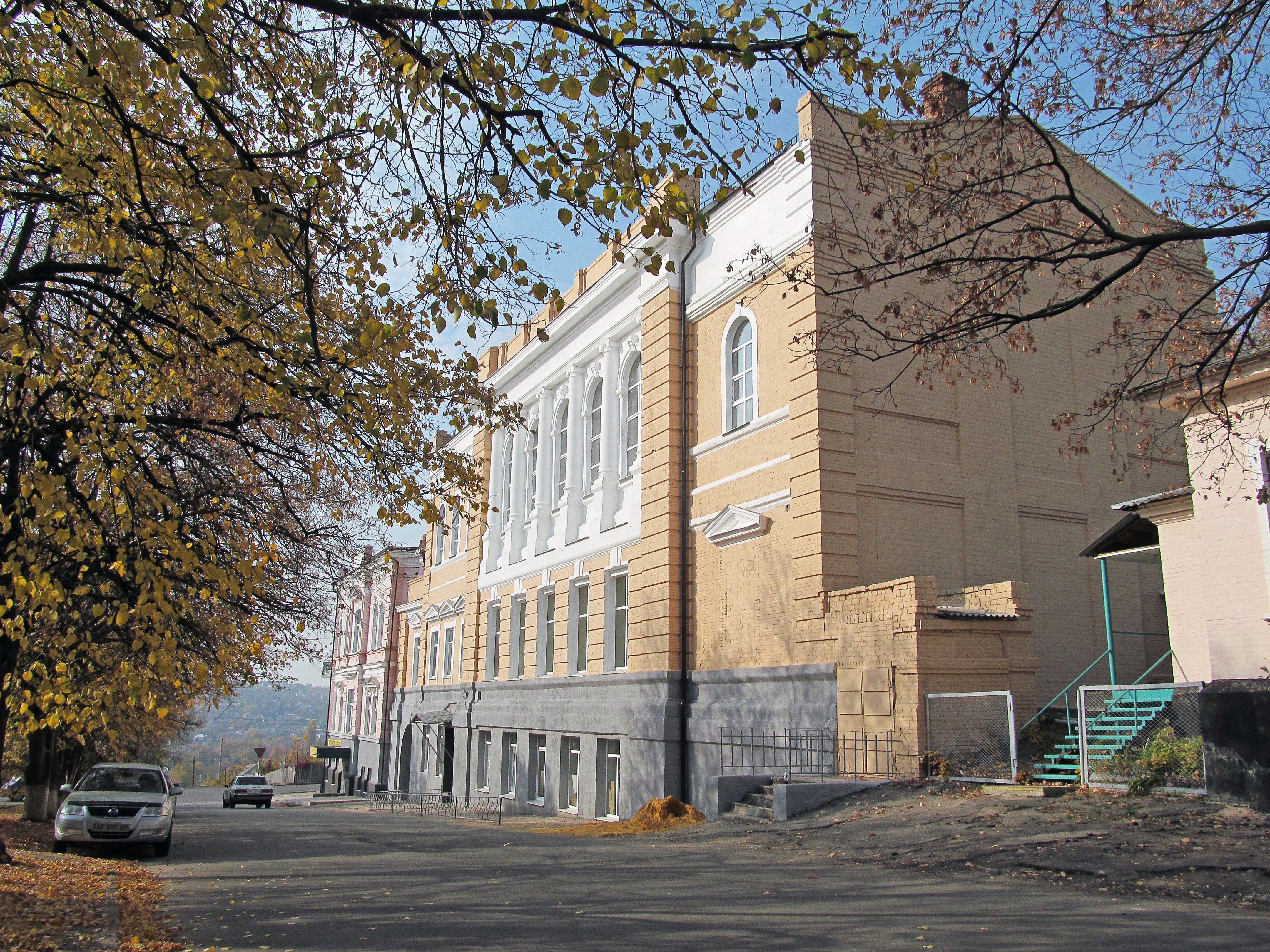
Будинок культури в м. Куп'янськ

У кожній громаді діють будинки культури, сільські клуби та бібліотеки. Дворічанський будинок культури проводить фестивалі місцевих шанувальників сцени. У Шевченковому функціонує центр дозвілля, де працюють гуртки співу, танцю, театру. У Глушківці діє краєзнавчий куточок бібліотеки з експонатами місцевої історії.
- Мистецтво та освіта

У Куп'янському районі функціонують музичні та мистецькі школи (Куп'янськ, Шевченкове, Дворічна, Великий Бурлук). Місцеві художники та діти беруть участь у виставках, конкурсах на рівні області та України.
- Релігія та духовне життя

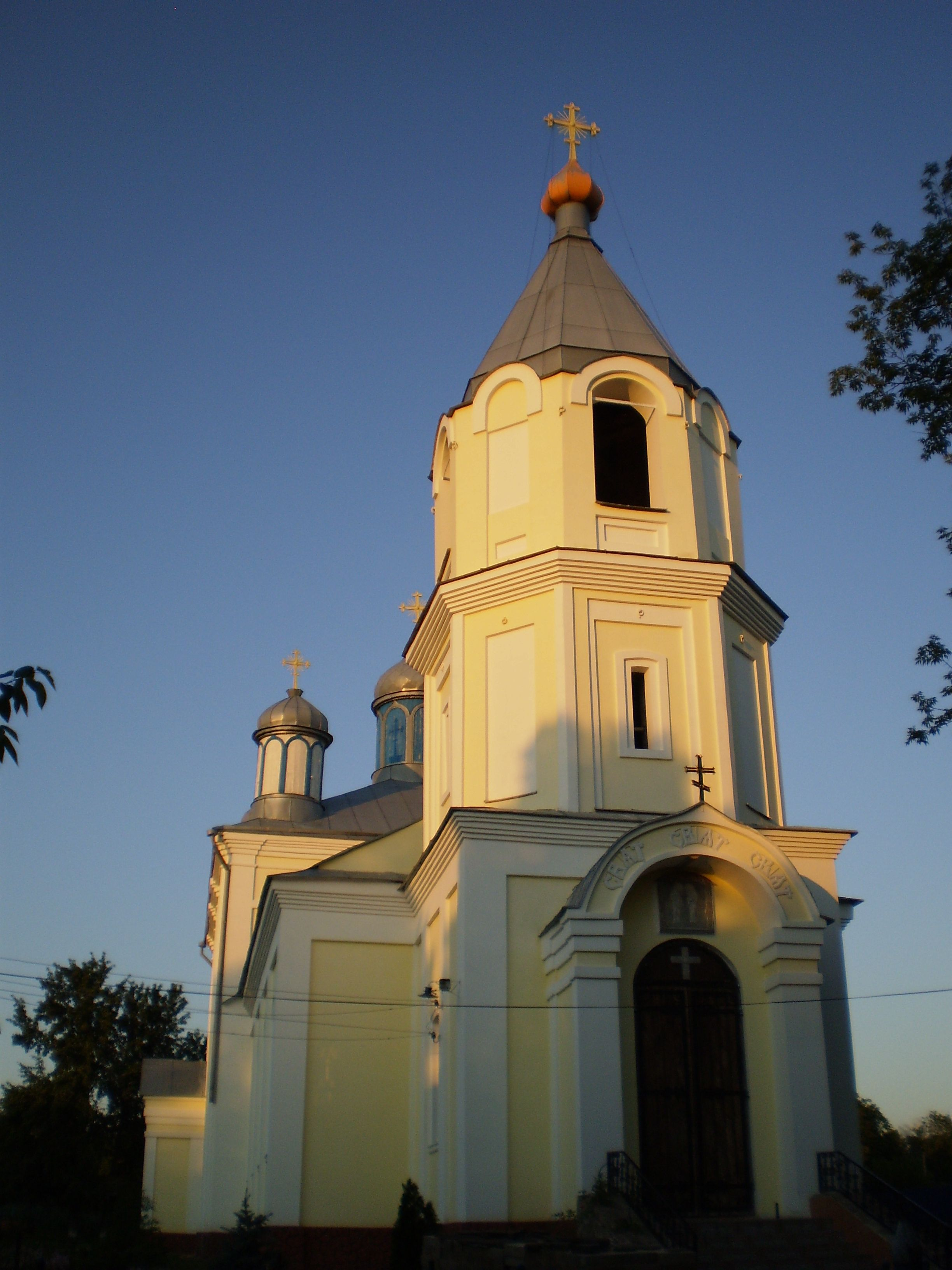
Церква в с. Петропавлівка

У районі збереглися старовинні церкви. Під час великих релігійних свят у багатьох селах відбуваються хресні ходи, народні ярмарки, концерти.
Через бойові дії багато сільських клубів, бібліотек та музеїв зазнали руйнувань.
Проте громади активно підтримують волонтерські культурні ініціативи, проводять онлайн-заходи, творчі майстер-класи для дітей, особливо переселенців.
Станом на 2025 рік, медіапростір Куп'янського району Харківської області зазнав значних змін через війну та окупацію. Багато місцевих ЗМІ припинили свою діяльність, але деякі продовжують інформувати населення, адаптуючись до нових умов.
«Вісник Куп'янщини» Це ключове друковане видання району, яке після деокупації відновило свою роботу у 2023 році. Деякі громади мають свої газети.

## Відомі люди
- Алефіренко Сергій Олександрович — молодший сержант Збройних сил України, учасник війни на сході України.
- Анікєєв Юрій Володимирович — український шашкіст (шашки-64 й міжнародні шашки). Чемпіон світу (2004), срібний (2008, 2018) і бронзовий (2002) призер з шашок-64 (бразильська версія); чемпіон світу (2018)
- Кулик Лілія Володимирівна — українська легкоатлетка-олімпійка, майстер спорту міжнародного класу.
- Мечников Ілля Ілліч — видатний учений-біолог, лауреат Нобелівської премії.
- Туган-Барановський Михайло Іванович — всесвітньо відомий вчений-економіст, Міністр першого уряду Української Народної Республіки.
- Шовгенів Іван Опанасович —  український гідротехнік і меліоратор. Батько письменниці Олени Теліги.